# تصفیه آب

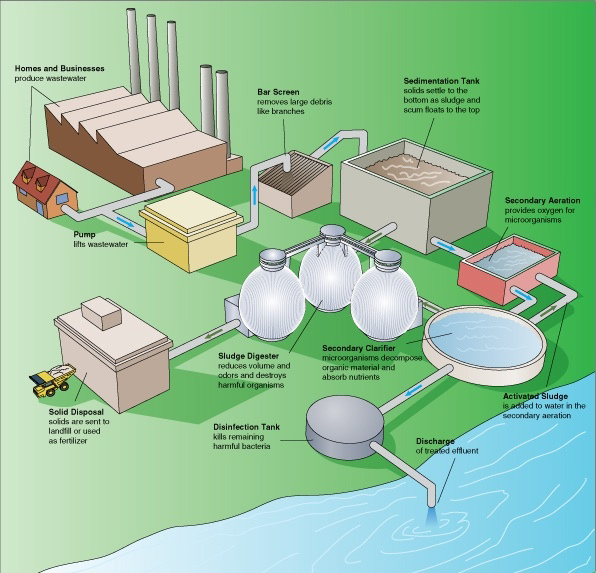
مراحل فرایند معمولی تصفیهٔ فاضلاب

تصفیه آب (به انگلیسی: Water Treatment)، هر فرآیندی است که کیفیت آب را بهبود می‌بخشد تا آن را برای یک هدف خاص مناسب‌تر سازد. هدف استفادهٔ نهایی ممکن است نوشیدن، تأمین آب صنعتی، آبیاری، نگهداری جریان رودخانه، تفریح با آب یا بسیاری از کاربردهای دیگر، از جمله بازگرداندن به صورت امن به محیط‌زیست باشد. تصفیهٔ آب آلاینده‌ها و اجزای نامطلوب را حذف می‌کند یا غلظت آن‌ها را کاهش می‌دهد، به طوری که آب برای استفاده مورد نظر مناسب می‌شود.

## تصفیه آب آشامیدنی
تصفیهٔ برای تولید آب آشامیدنی شامل حذف آلاینده‌ها از آب ورودی برای تولید آبی است که به اندازهٔ کافی برای مصرف انسان بدون خطر کوتاه‌مدت یا بلندمدت بر سلامتی انسان باشد. موادی که در طول فرایند تصفیهٔ آب آشامیدنی حذف می‌شوند عبارتند از: جامدات معلق، باکتری‌ها، جلبکها، ویروس‌ها، قارچها و مواد معدنی مانند آهن و منگنز.
فرایندهای مربوط به حذف آلاینده‌ها شامل فرایندهای فیزیکی مانند ته‌نشینی و فیلتراسیون، فرایندهای شیمیایی مانند ضد عفونی و انعقاد و فرایندهای بیولوژیکی مانند فیلتر کردن آهسته شن و ماسه است.
برای اطمینان از کیفیت آب، افزون بر تصفیه، مسائل مربوط به نقل و انتقال و آبرسانی نیز مدنظر قرار گرفته می‌شود. به همین دلیل، روش معمول برای جلوگیری از آلودگی باکتریایی در طول مرحلهٔ توزیع، نگهداشتن مواد ضدعفونی‌کننده در آب تصفیه شده است.

## تصفیه آب خانگی
تصفیه آب خانگی چیست؟ نحوه عملکرد آن چگونه است؟ چند فیلتر دارد و این فیلترها چگونه عمل می‌کنند؟
این سوالات و بسیاری از سوالات مشابه عموماً قبل از خرید دستگاه تصفیه آب خانگی پرسیده می‌شود یا در ذهن شما وجود دارد. پاسخ به این سوالات و دغدغه‌هایی که دارید، اهمیت زیادی دارد.
باید حتماً قبل از خرید تصفیه آب خانگی، اطلاعات خود را در مورد این دستگاه بسیار کاربردی و مهم بیشتر کنید. تنوع انواع دستگاه‌های تصفیه در تجهیزات و امکاناتی است که دارند. به همین علت، دانش شما نسبت به ویژگی‌های این دستگاه‌ها می‌تواند به خرید بهتر و هوشمندانه تر کمک کند.
امروزه به دلیل زندگی در شهرهای صنعتی، سلامتی انسان به خطر افتاده است و این موضوع بدین علت است که آب‌های زیرزمینی آلوده شده‌اند و مرغوبیت و کیفیت آب آشامیدنی شهری رو به کاهش است.
کمبود بارش نیز خود دلیلی برای کاهش کیفیت آب آشامیدنی است؛ تا جایی که در بسیاری از شهرها حتی آب تصفیه شده درون لوله‌ها نیز اصلاً قابل شرب نیست! به همین علت است که توجه به تصفیه مجدد آب حتی در شهرهای کوچک و بزرگی که به نظر می‌رسد مشکل آب ندارند نیز حیاتی و مهم است.
از آنجایی که آب آشامیدنی تأثیر به سزایی در حفظ سلامتی انسان دارد، توجه به این موضوع بسیار حائز اهمیت می‌باشد. معمولاً افراد برای اطمینان از سالم بودن آب آشامیدنی مصرفی خود از آب‌های معدنی یا دستگاه‌های تصفیه آب خانگی استفاده می‌کنند. اما این راهکار نیز نمی‌تواند گزینه خوبی برای دسترسی به آب آشامیدنی سالم باشد. چراکه آب معدنی‌های عرضه شده به صورت بطری نیز خود مشکلاتی را به همراه دارند.
منابع تأمین آب، ممکن است بوسیله آلاینده‌های مختلف دچار آلودگی یا ناخالصی‌های مختلف شوند. فاضلاب خروجی منازل، سیستم‌های فاضلاب شهری، مواد شیمیایی استفاده شده در مزارع و فضای سبز، نشتی مخازن سوخت، فضولات حیوانی، نفوذ فلزات به آب در مسیر لوله‌کشی و بسیاری از عوامل دیگر، باعث به وجود آمدن این آلودگی‌ها هستند.

## انواع تصفیه آب خانگی
آب آلوده ممکن است دارای طعم و بوی نامناسب یا حتی ذرات معلق قابل مشاهده باشد. اما بسیاری از آلاینده‌های خطرناک موجود در آب ممکن است به سادگی و با حواس پنجگانه قابل درک و شاسایی نباشند. تنها راه تشخیص آنها، آزمایش‌های دقیق کیفیت آب است که می‌تواند کیفیت و سلامتی آب را برای استفاده تضمین کند. آزمایش کیفیت آب می‌تواند میزان نیاز به تصفیه و نیز نوع دستگاه تصفیه آب مورد نیاز را نیز مشخص کند.
در صورت شناسایی صحیح مشکل آب، بهترین راه، شناسایی عامل و منشأ اصلی مشکل و از میان بردن آن است. اما در صورتی که نتوانیم این کار را انجام دهیم، لازم است تا آب را با دستگاه مناسب تصفیه کنیم. تصفیه آب می‌تواند باعث کاهش میزان آلاینده‌های معمول در آب از جمله ذرات جامد معلق، کلسیم، آهن، منیزیم، سولفات، نیترات، آرسنیک و سرب شود. تصفیه آب، باعث خواهد شد تا آبی تمیزتر، سالم‌تر، دارای طعم و بوی دلپذیر و همین‌طور مناسب برای مصرف خانوار، در اختیار آنها قرار گیرد.
به‌صورت کلی دستگاه‌های تصفیه آب خانگی را می‌توان در دو دسته کلی قرار داد:

POE-vs-POU

– دستگاه‌های تصفیه آب داخل منزل در نقاط مصرف مختلف (Point of Use)
– دستگاه‌های تصفیه آب ورودی منازل (Point of Entry)

## انواع تصفیه آب خانگی داخل منزل
این دستگاه‌ها تنها برای تصفیه آب در نقاط مصرف آب در داخل منزل طراحی و مورد استفاده قرار می‌گیرند. این دستگاه‌ها با توجه به کیفیت آب لوله‌کشی شهر، کیفیت آب تصفیه شده و محل نصب آنها، انواع مختلفی دارند که در ادامه توضیحاتی در مورد آنها بیان می‌شود:

توضیحات دربارهٔ تصویر

## دستگاه تصفیه آب اسمز معکوس (RO)
معمولاً اولین دغدغه افرادی که به دنبال خرید دستگاه تصفیه آب خانگی هستند، دسترسی به آب با کیفیت بالا و دائمی جهت شرب و پخت و پز در داخل منزل هستند.
دستگاه‌های تصفیه آبی که در مسیر ورودی آب به منزل مورد استفاده قرار می‌گیرند، علیرغم کارایی بالا، فقط قادر به پالایش آلاینده‌های معلق در آب بوده و نمی‌توانند آب را از لحاظ شیمیایی تصفیه نموده و استانداردهای لازم برای تأمین آب شرب را به تنهایی فراهم کنند. آب شرب از لحاظ میزان آلودگی و املاح مختلف دارای حدود مجاز مشخصی است که در استانداردهای بین‌المللی و ملی به‌صورت کامل بیان شده‌اند.
قوی‌ترین نوع تصفیه برای کاهش قابل توجه املاح مختلف و تولید آب مناسب با قابلیت شرب و پخت و پز، در دستگاه‌های تصفیه آب اسمز معکوس (RO) قابل انجام است.‌دستگاه تصفیه آب خانگی با سیستم اسمز معکوس قادر به پالایش آلاینده‌های فیزیکی آب شامل شن، ماسه، گچ، آهک، براده و زنگ زدگی، گل و لای، رسوبات و سایر املاح معلق در آب همچنین پالایش آلاینده‌های شیمیایی آب شامل نیتریت، نیترات، فسفات، سرب، فلوراید، گاز کلر، سموم کشاورزی و سایر املاح محلول در آب بوده و سختی آب لوله‌کشی شهری را تا حدود ۱۵ الی ۲۰ درجه PPM می‌رساند.

### انواع دستگاه تصفیه آب خانگی اسمز معکوس
انواع دستگاه تصفیه آب خانگی توس اسمز معکوس بر اساس محل قرارگیری و نصب در ۲ دسته کلی تقسیم‌بندی می‌گردند:
1. •دستگاه تصفیه آب خانگی زیر سینکی
2. •دستگاه تصفیه آب خانگی رومیزی

انواع دستگاه تصفیه آب خانگی اسمز معکوس بر اساس طراحی و شکل ظاهری دارای ۳ دسته‌بندی کلی هستند:
1. •دستگاه تصفیه آب خانگی زیر سینکی کلاسیک
2. •دستگاه تصفیه آب خانگی زیر سینکی اینلاین
3. •دستگاه تصفیه آب خانگی زیر سینکی کیسی

## دستگاه تصفیه آب نیمه صنعتی
انواع دستگاه تصفیه آب نیمه صنعتی اسمز معکوس عملکردی مشابه با دستگاه تصفیه آب خانگی اسمز معکوس دارند. با این تفاوت که به‌علت بکار رفتن فیلترهایی با سایز بزرگتر در ساختار خود، قادر به پالایش و تصفیه حجم بیشتری از آب بوده و ظرفیت تصفیه در آنها بالاتر است. این نوع از دستگاه‌های تصفیه بر اساس میزان تولید آب دارای مدل‌های ۲۰۰ گالن، ۴۰۰ گالن و ۸۰۰ گالن هستند.
از دستگاه تصفیه آب نیمه صنعتی بیشتر در سازمان‌ها، ادارات، کارخانه‌ها، مدارس، کلینیک‌ها، بیمارستان‌ها و سایر موسساتی که نیاز به تأمین آب شرب مصرفی پرسنل خود با تعدادی بین ۲۰ تا ۱۰۰ نفر را دارند استفاده می‌گردد.

## دستگاه تصفیه آب صنعتی
دستگاه‌های تصفیه آب صنعتی در کاربردهای مختلف به دلیل کیفیت آب در تأسیسات صنعتی و تجهیزات اهمیت زیادی پیدا می‌کنند. بهترین راه حل برای این که اطمینان داشته باشید، آب مورد استفاده همیشه عاری از ناخالصی و آلاینده هاست، نصب دستگاه تصفیه آب صنعتی است. دستگاه تصفیه آب صنعتی اسمز معکوس (RO) به گونه ای طراحی می‌شود، که متناسب با نیاز کاربرد بیش از ۹۹٪ از آلاینده‌ها و ناخالصی‌های موجود در آب را از بین برده و تأثیرات مخرب املاح و رسوبات در تأسیسات و تجهیزات را کاهش می‌دهد.
دستگاه‌های تصفیه آب صنعتی قابلیت تولید آب تصفیه شده برای کاربردهای مختلف شامل تصفیه تأمین آب شرب، تصفیه آب ورودی در صنایع مختلف، صنایع پلاستیک، صنایع تولید نفت و گاز، پزشکی و داروسازی، کشاورزی و بسیاری از موارد دیگر را دارد.
بنابر این اگر نیاز به آب تصفیه شده با مشخصات تعریف شده و خلوص بالا دارید، استفاده از دستگاه تصفیه آب صنعتی برای شما یک ضرورت محسوب می‌شود، که نه تنها مزیت‌های منحصر به فردی دارد، بلکه مانع بسیاری از خرابی‌ها و از کار افتادگی‌ها در سیستم می‌شود.

### افزایش طول عمر دستگاه تصفیه آب صنعتی
دستگاه تصفیه آب صنعتی به عنوان یکی از بهترین و پر کاربردترین روش‌های تصفیه آب صنعتی در صنایع و کاربردهای مختلف شناخته می‌شود. نگهداری از دستگاه‌های تصفیه آب صنعتی و قطعات مختلف آن امری ضروری است، زیرا به دلیل عملیات پیچیده این سیستم‌ها در فرایند تصفیه آب، قطعاً نیاز به مراقبت، نگهداری، تعویض یا تعمیر بخش‌های مختلف پیش خواهد آمد. بنابر این باید با شناخت عوامل مؤثر در طول عمر دستگاه تصفیه آب صنعتی، از ایجاد بسیاری از مشکلات در عملکرد این سیستم‌ها جلوگیری کنیم.
نوع و کیفیت آب ورودی، کیفیت فیلترهای پیش تصفیه و ممبران و سرویس و نگهداری به موقع بر طول عمر دستگاه تصفیه آب صنعتی تأثیر می‌گذارند.
- مقدار کلر آب ورودی
- مقدار دما و سختی آب خام ورودی
- طراحی دستگاه تصفیه آب صنعتی
- شستشوی فیلتر ممبران تصفیه آب صنعتی
- شستشوی فیلترهای پیش تصفیه

## فرایند تصفیه آب دریا
برای اینکه بتوان فرایند نمک زدایی آب دریا را انجام داد، ابتدا باید آن را از طریق ایستگاه‌های پمپاژ، نزدیک به سواحل گرفته و از طریق کانال‌ها، چاه‌ها یا گالری‌ها به منطقه تصفیه انتقال داد.
در مرحله تصفیه آب تعدادی روش وجود دارد که آب را بر اساس تکنیک‌های منحصر به فرد خود برای مصارف صنعتی تصفیه و عاری از نمک می‌سازد.

##### آب شیرین کن صنعتی حرارتی
در این روش شیرین کردن آب گرم می‌شود و به بخار تبدیل می‌شود که آب را از نمک جدا می‌کند، زیرا نمک‌ها فرایند تبخیر را طی نمی‌کنند. این فرایند به‌طور طبیعی نیز در طبیعت رخ می‌دهد، زیرا وقتی آب دریا تبخیر می‌شود، نمک‌ها باقی می‌مانند، بدون اینکه آب تخصیص یافته در ابرها شور شود.

##### تقطیر چند مرحله ای
برای خلوص بیشتر محصول نهایی، آب را تا نقطه جوش حرارت می‌دهند و از چندین مرحله جوشش و تغلیظ می‌گذرد.

##### انجماد
آب دریا با جدا کردن آب از نمک‌هایی که با یخ زده نیستند، منجمد می‌شود. این فرایند چندین بار تکرار می‌شود تا به آب مقطر برسد. این یک فرایند بسیار گران است، با امکان کمی مقیاس برای استفاده تجاری استفاده می‌شود

##### اولترافیلتراسیون و اسمز معکوس
عبور آب دریا از غشاهایی انجام می‌شود که دارای نفوذپذیری انتخابی هستند؛ یعنی عبور به این دلیل اتفاق می‌افتد که فشار خارجی بیشتر از فشار اسمزی موجود است و باعث می‌شود مایع از سمتی که غلظت نمک بیشتری دارد به سمتی با غلظت کمتر حرکت کند و روند طبیعی اسمز را معکوس کند. این سیستم علاوه بر حذف نمک از آب، ویروس‌ها، باکتری‌ها و قارچ‌ها را نیز از بین می‌برد و در نتیجه کیفیت آب برای مصرف صنعتی را بهبود می‌بخشد.

##### تقطیر با انرژی خورشیدی
وظیفه این فرایند این است که اشعه‌های خورشید را در یک زاویه متمرکز می‌کند و با کمک یک آینه سهموی، محل آب نمک را گرم می‌کند.
شایان ذکر است که زباله‌های تولید شده در فرایندها دارای غلظت بالایی از نمک هستند که می‌توانند برای زندگی دریایی سمی شوند؛ بنابراین، اهمیت انجام مدیریت مناسب پس از درمان لازم است.

#### تصفیه آب سرامیکی
سرامیک از دیرباز نقش مؤثری را در تصفیه آب داشت و پیشینیان به خوبی از نظر آلاینده زدایی و فیلتراسیون سرامیک آگاه بود به نوع ای که از دیگ‌های بزرگ سرامیکی به همراه خاک رس و خاک اره در جهت گرفتن گل و لای آب خروجی از چاه و در ورودی زمین‌ها استفاده می‌شد به مرور زمان به دلیل ناتوانی این فیلترهای سرامیکی در کشتن ویروس‌های موجود در آب و گرفتن گچ آب این فیلترها منسوخ شدند.
تأمین سلامت آب کشاورزی به وسیله کلر یکی از مقرون به صرفه‌ترین روش‌های شناخته شده تا کنون می‌باشد و در تمامی کشورهای صنعتی و جهان سوم کاربرد داشته است سدیم هیپوکلریت و کلسیم هیپوکلریت مهم‌ترین مواردی هستند که برای تصفیه آب کشاورزی به کار می‌روند اما قابلیت حلالیت پایین این ترکیبات شیمیایی در آب، عدم فیلتراسیون گچ و رسوبات و همچنین خاصیت قلیایی بسیار بالای این ترکیبات آسیب‌های بزرگ این روش به خاک‌های تحت کشت می‌باشند. سرامیک مورداستفاده در فیلترها مخلوطی از خاک رس و خاک اره می‌باشد که در دمای ۸۵۰ درجه سانتیگراد با یکدیگر آمیخته شده‌اند، سوختگی سریع خاک اره به همراه نقره کلوئیدی که به صورت پوشش نانو به فیلتر سرامیکی افزوده می‌شود.

#### تصفیه آب مغناطیسی
فیلترهای مغناطیسی و آهنرباها نیز دیگر مواردی بودند که در مناطقی که آب مورد استفاده کشاورزان ممکن بود توسط فلزات محیطی یا سازه‌های فلزی تحت تأثیر قرار گیرد می‌تواند با ایجاد میدان مغناطیسی که وابسته به آهنربا و قدرت میدانی به کار رفته در آن است ذرات آهن و املاح فلزی آب را کامل جذب نمایند اما این روش تصفیه آب نیز کمک بسیار زیادی به تصفیه آب نمی‌کند و به مرور زمان بلا استفاده شده است.
با پیشرفت تکنولوژی و ظهور سازمان‌های استاندارد جهانی، فائو و سازمان بهداشت جهانی (WHO) بسیاری از این روش‌های سنتی تصفیه آب به دلیل تأثیرات منفی محصولات بار آمده از آب‌های تصفیه شده غیراصولی ممنوع شدند و با استفاده از آزمایشگاه‌های فعال در زمینه‌های کشاورزی سیستم‌های تصفیه جدیدی نظیر فیلترهای توری و دیسکی تصفیه آب، فیلترهای کربن اکتیو و سیستم‌های UV و UF طراحی شدند که در مصارف خاص قابلیت تصفیه آب م را داشتند اما هیچ‌کدام به تنهایی روش مدرن و کاملی برای تصفیه آب نبودند.
امروزه مدرنترین روش‌های تصفیه آب دستگاه‌های آب شیرین کن صنعتی با استفاده از روش اسمز معکوس و سیستم‌های تصفیه آب خاکستری می‌باشد.

## تصفیه فاضلاب
تصفیه فاضلاب فرآیندی است که اکثر آلاینده‌ها را از فاضلاب حذف می‌کند و دو خروجی که یکی مایع و یکی لجن است را تولید می‌کند که جهت دفع در محیط طبیعی مناسب است. در تصفیهٔ فاضلاب می‌توان از فرآیندهای زیستی استفاده کرد که این فرایندها می‌تواند شامل، حوضچهٔ هوادهی، لجن فعال یا فیلترهای شن و ماسه آهسته باشد. برای مؤثر بودن، فاضلاب باید توسط لوله و زیرساخت‌های مناسب به یک تصفیه‌خانه انتقال داده شود و خود فرایند نیز باید تحت نظارت و کنترل دقیق باشد. بعضی از فاضلاب‌ها نیاز به روش‌های تصفیهٔ متفاوت و گاه تخصصی دارند. در ساده‌ترین حالت، تصفیهٔ فاضلاب از طریق جداسازی مواد جامد از مایعات با روش رسوب‌گذاری انجام می‌شود. با تبدیل تدریجی مواد حل شده به مواد جامد، معمولاً یک توده بیولوژیکی، که پس از آن ته‌نشین می‌شود، یک خروجی با خلوص بیشتر تولید می‌شود.

## نگارخانه

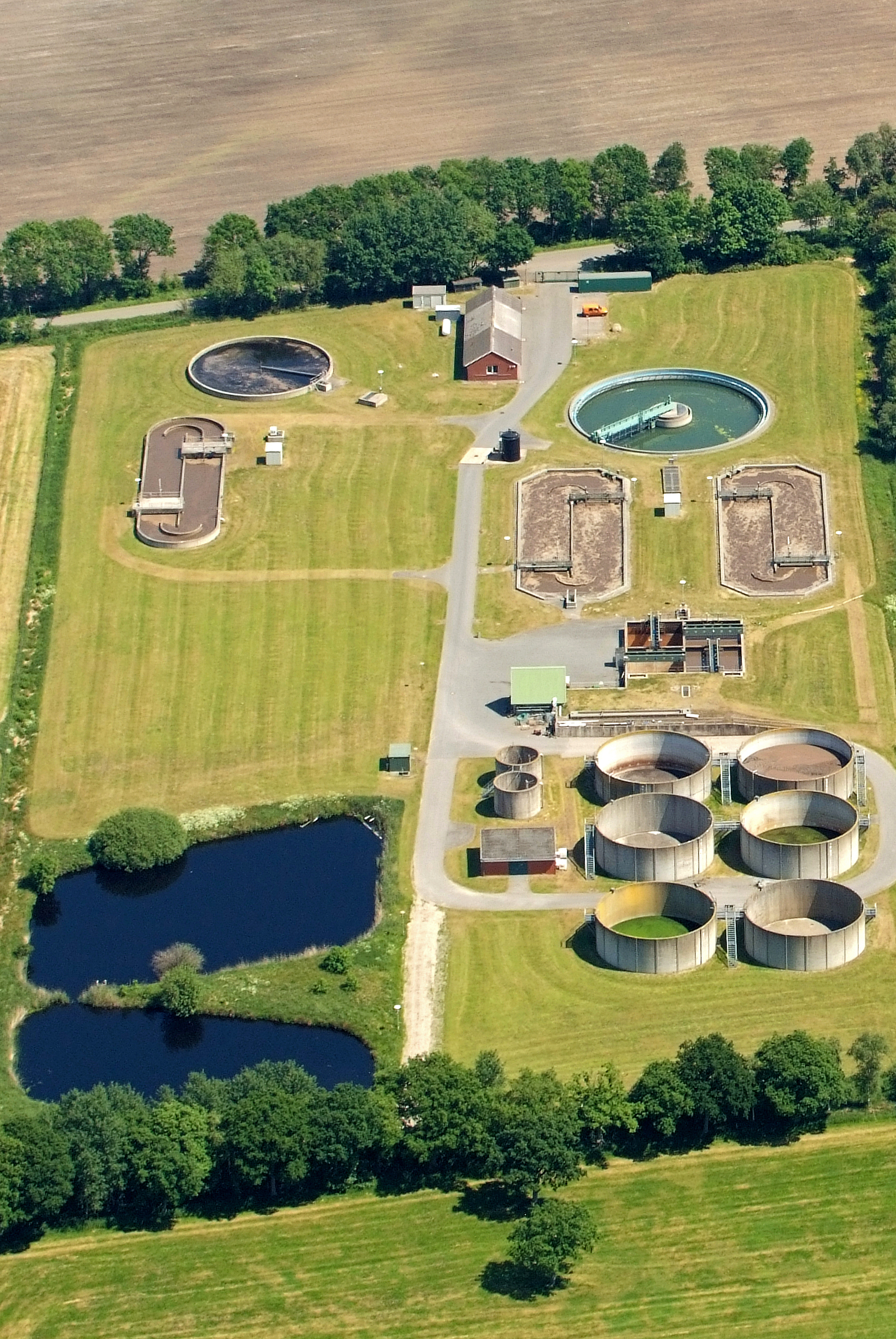
یک تصفیه خانه فاضلاب در آلمان
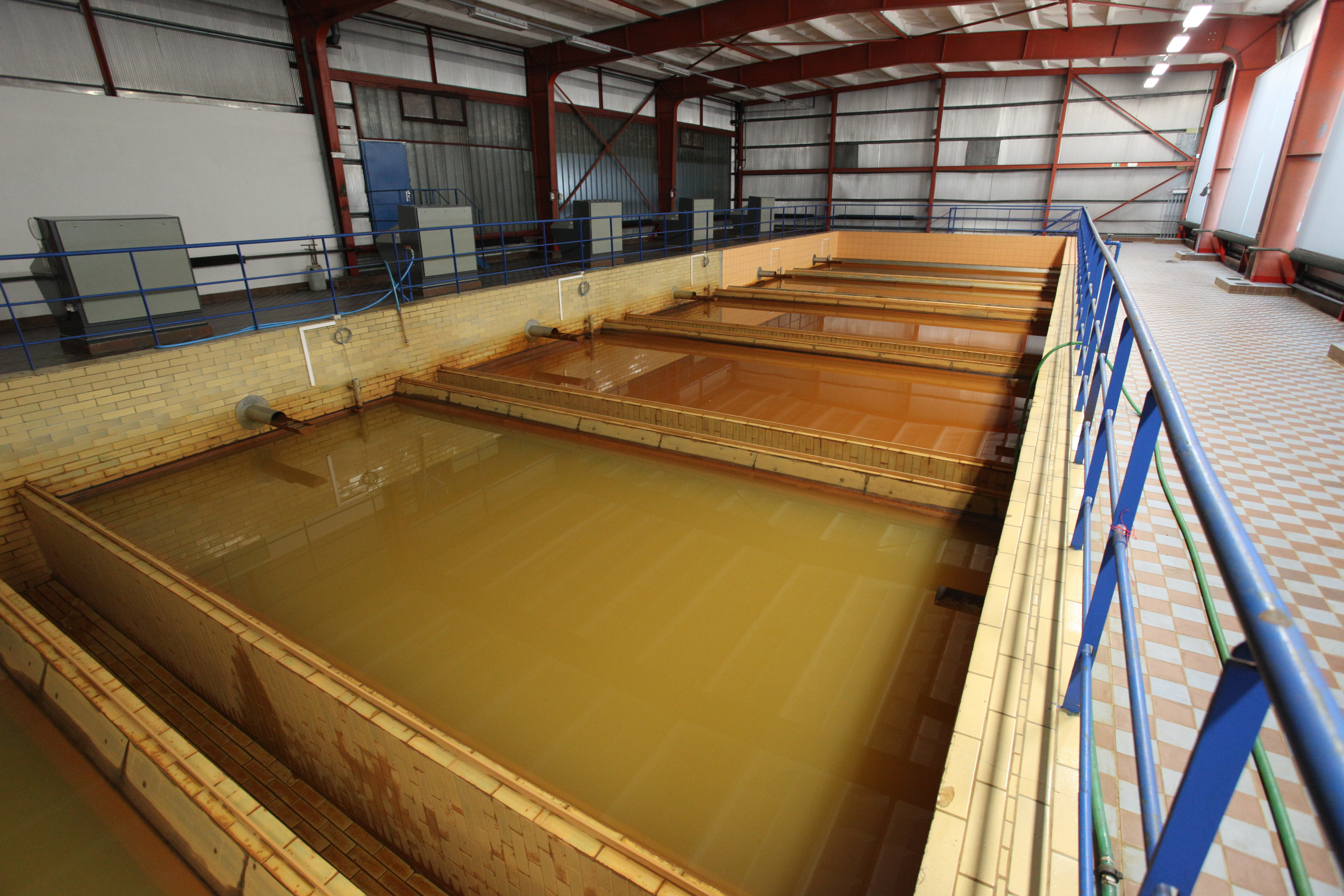
مخزن‌هایی با فیلترهای شنی برای حذف آهن رسوب کرده (در این تصویر سیستم خاموش می‌باشد)
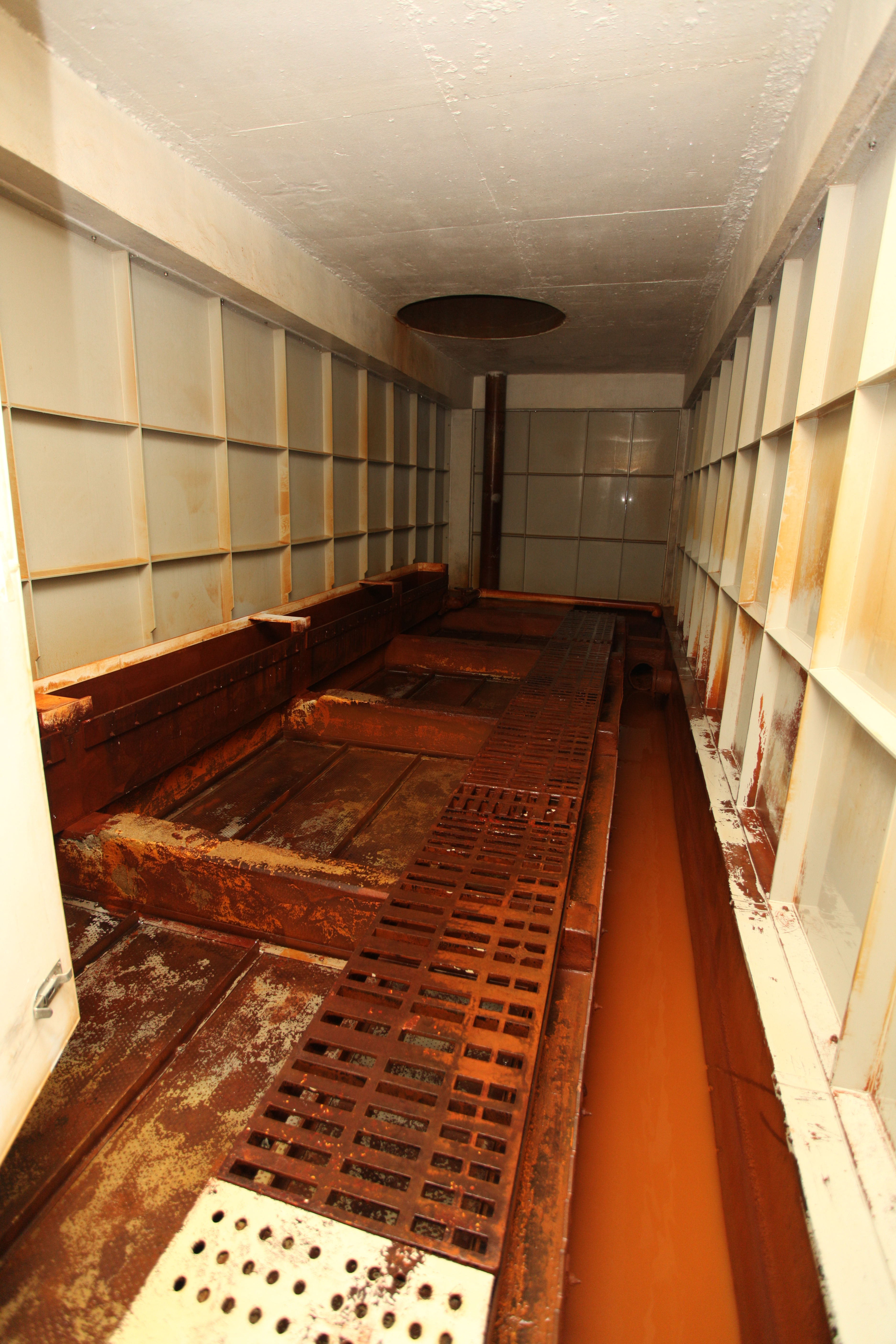
مخزن هوادهی خالی برای رسوب‌دهی آهن